# Fagerhult (Småland)
Fagerhult is een plaats in de gemeente Högsby in het landschap Småland en de provincie Kalmar län in Zweden. De plaats heeft 235 inwoners (2005) en een oppervlakte van 78 hectare.
Tussen 1916 en 1963 was deze plaats het eindstation van de spoorlijn van Mönsterås naar Åseda. Deze spoorlijn werd namelijk nooit voltooid vanwege de Eerste Wereldoorlog en de daarop volgende economische crisis.

## Verkeer en vervoer
Bij de plaats lopen de Riksväg 37 en Länsväg 125.